# Station Kenley
Kenley is een spoorwegstation van National Rail in de wijk Kenley, Croydon in Engeland. Het station is eigendom van Network Rail en wordt beheerd door Southern.